# دولمار
دولمار (انگلیسی: Dolmar) شرکت تجهیزات جنگل‌داری آلمانی است، که در سال ۱۹۲۷ تأسیس شد.